# Herodion

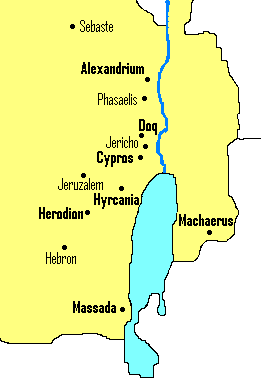
Forten van Herodes de Grote

Herodion of Herodium (Hebreeuws: הרודיון) was een sterk gefortificeerd paleizencomplex van Herodes de Grote, ruim 12 km ten zuiden van Jeruzalem. De plaats waar Herodion lag wordt tegenwoordig aangeduid als Jebel el-Fureidis. Evenals Herodes' Paleis in Caesarea deed Herodion dienst als zomerpaleis.
De eerste opgravingen bij Herodion zijn uitgevoerd tussen 1962 en 1967 onder leiding van Victor Corbo (in het hoger gelegen deel van Herodion). Ehud Netzer verrichtte er opgravingen tussen 1972 en 1987, tussen 1997 en 2000 en vanaf 2005 tot heden (in het lager gelegen deel van Herodion). Op 8 mei 2007 werd bekendgemaakt dat Netzer bij Herodion het graf van Herodes de Grote heeft gevonden.

## Aanleiding voor Herodes

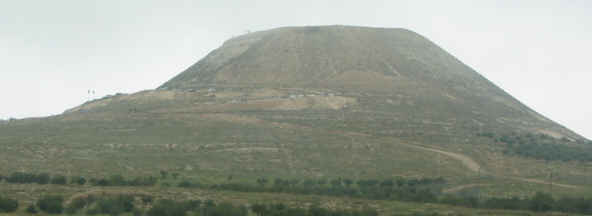
Kunstmatige heuvel waarop Herodion gebouwd is

In 40 v.Chr. probeerde de Hasmoneeër Antigonus met hulp van de Parthen een einde te maken aan de Romeinse overheersing van Judea. Toen de opstand uitbrak vluchtte Herodes (die op dat moment tetrarch over Galilea was, maar zich in Jeruzalem bevond) met zijn familie weg uit Jeruzalem. Tijdens de overhaaste vlucht viel zijn moeder Cypros op een gegeven moment uit de wagen, waarbij zij onder de wielen terechtkwam. Herodes stond op het punt zelfmoord te plegen, maar toen hij zag dat zijn moeder slechts lichtgewond was, herpakte hij zichzelf.
Zeer kort daarna kwam het op dezelfde plaats tot een gewapend treffen tussen Herodes en de troepen van Antigonus en de Parthen. Herodes wist zijn vijanden echter een zware nederlaag toe te brengen. Na zijn overwinning trok Herodes naar Rome, waar de Senaat hem de titel Koning der Joden gaf.
Deze gebeurtenissen gaven de plaats voor Herodes een zodanige symbolische waarde dat hij deze plaats uitkoos om rond 23 v.Chr. een groots paleizencomplex te bouwen. Van meet af aan was het Herodes' bedoeling dat hij uiteindelijk hier begraven zou worden.

## Architectuur

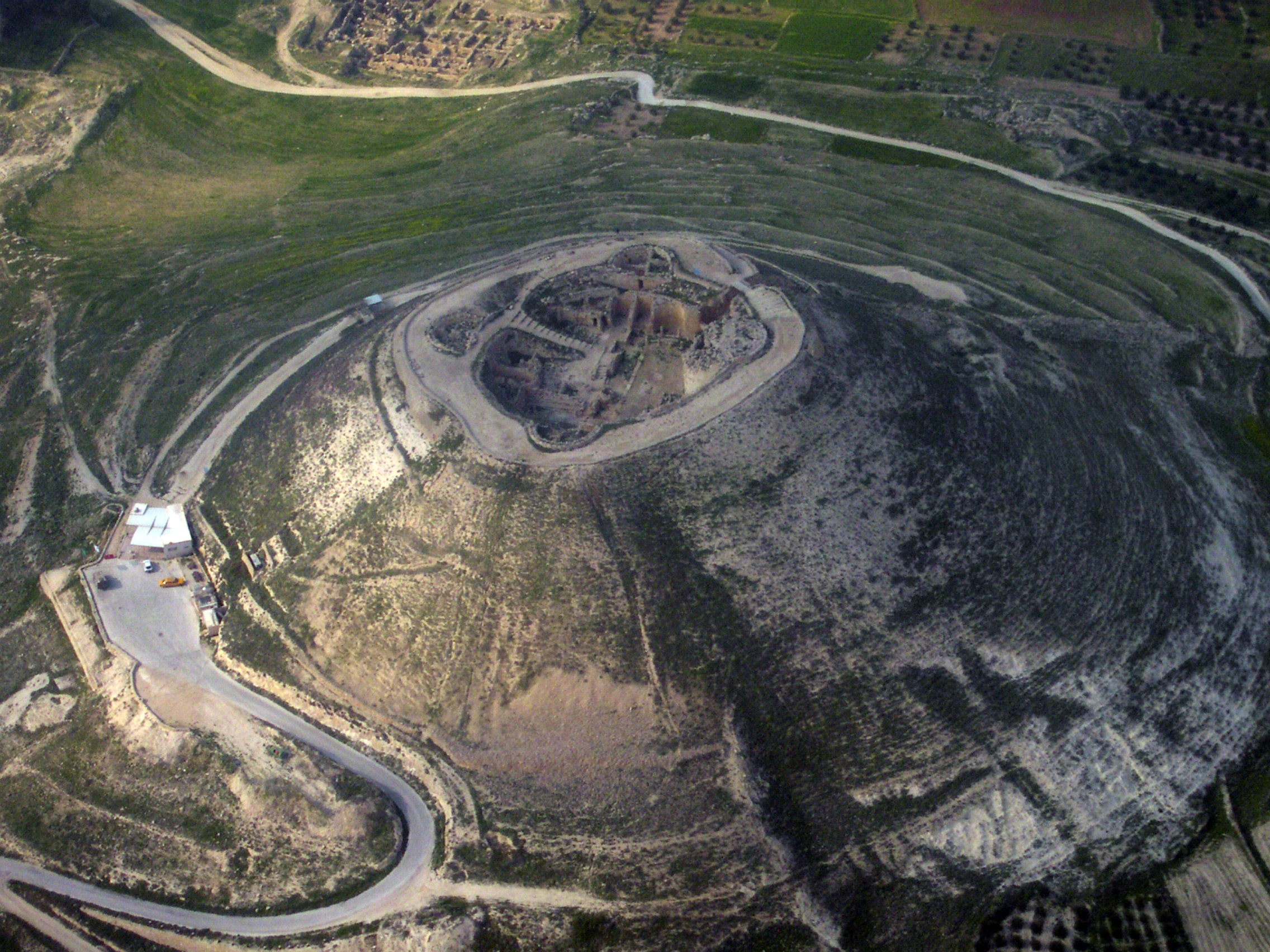
Bovenaanzicht van het hogere Herodion

### Hoger gelegen paleis
Herodes bouwde Herodion door eerst een kunstmatige heuvel op te werpen, die zo hoog was dat deze vanuit Jeruzalem zichtbaar was. Een 6 km lang aquaduct bracht water naar het paleis vanuit de bronnen even ten zuiden van Bethlehem.

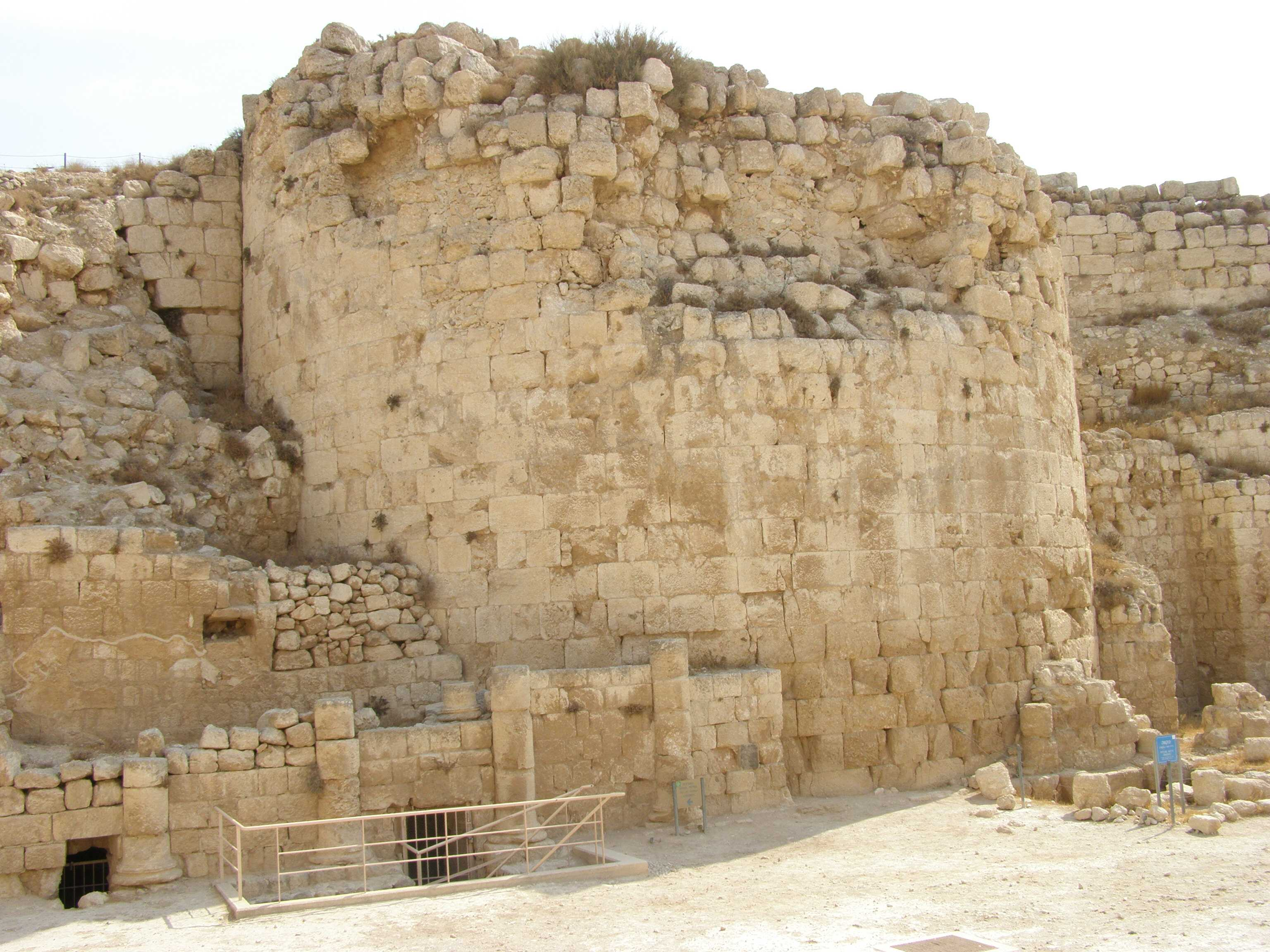
Een van de torens van Herodion

In en op de kunstmatig opgeworpen heuvel bouwde Herodes een sterke, in het rond gebouwde vesting, met vier torens. In de vesting zelf bouwde Herodes een paleis met een groot triclinium, een groot badhuis in Romeinse stijl en verschillende slaapkamers. De muren werden versierd met fresco's, de vloeren met mozaïeken.
Toegang tot de vesting was alleen mogelijk via een 120 meter lange en 6,5 meter brede trap, waardoor het fort goed te verdedigen was. Bij de trap zijn waterbekkens gevonden met een totale inhoud van 2500 m³.

### Lager gelegen paleizencomplex

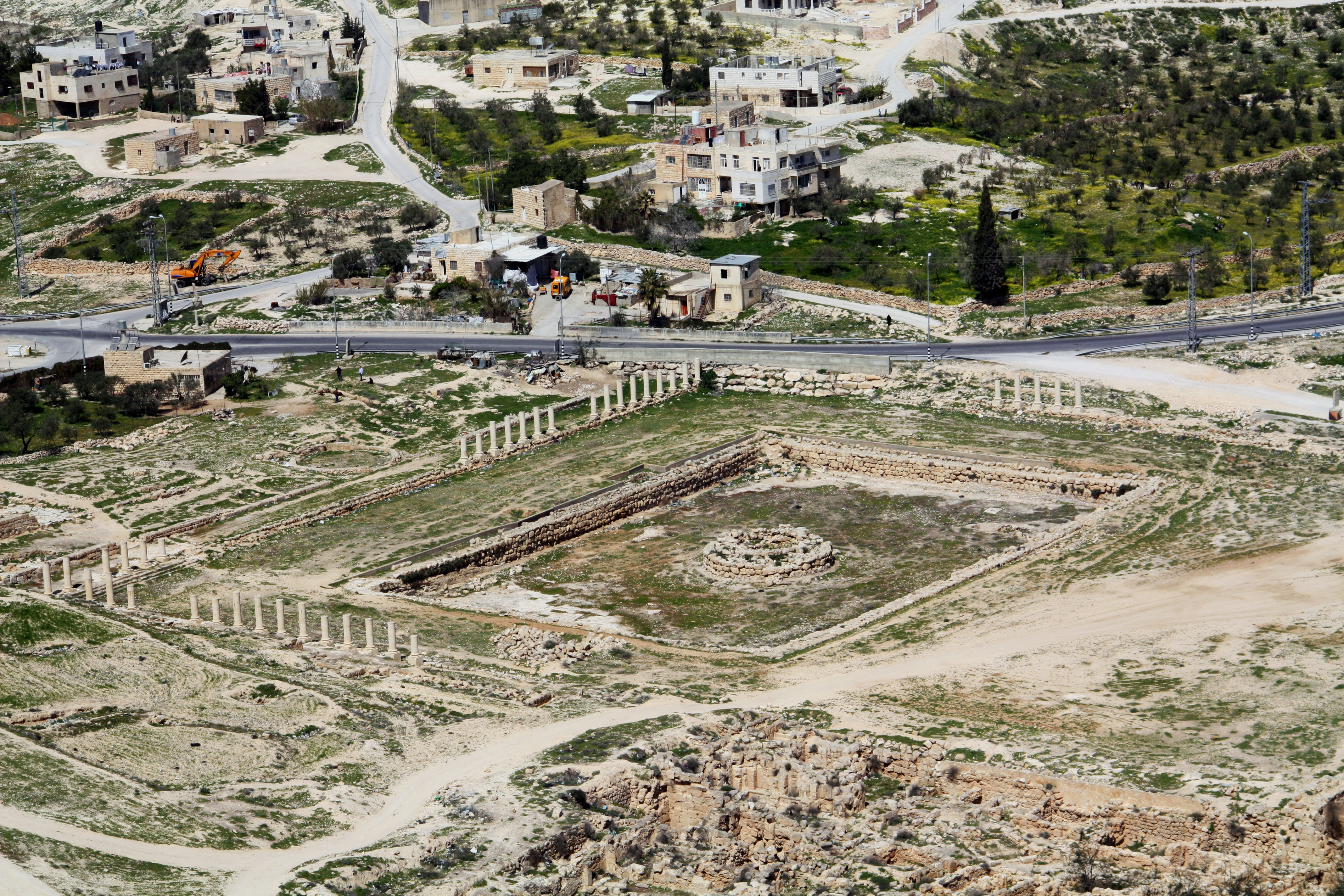
Het lager gelegen Herodion

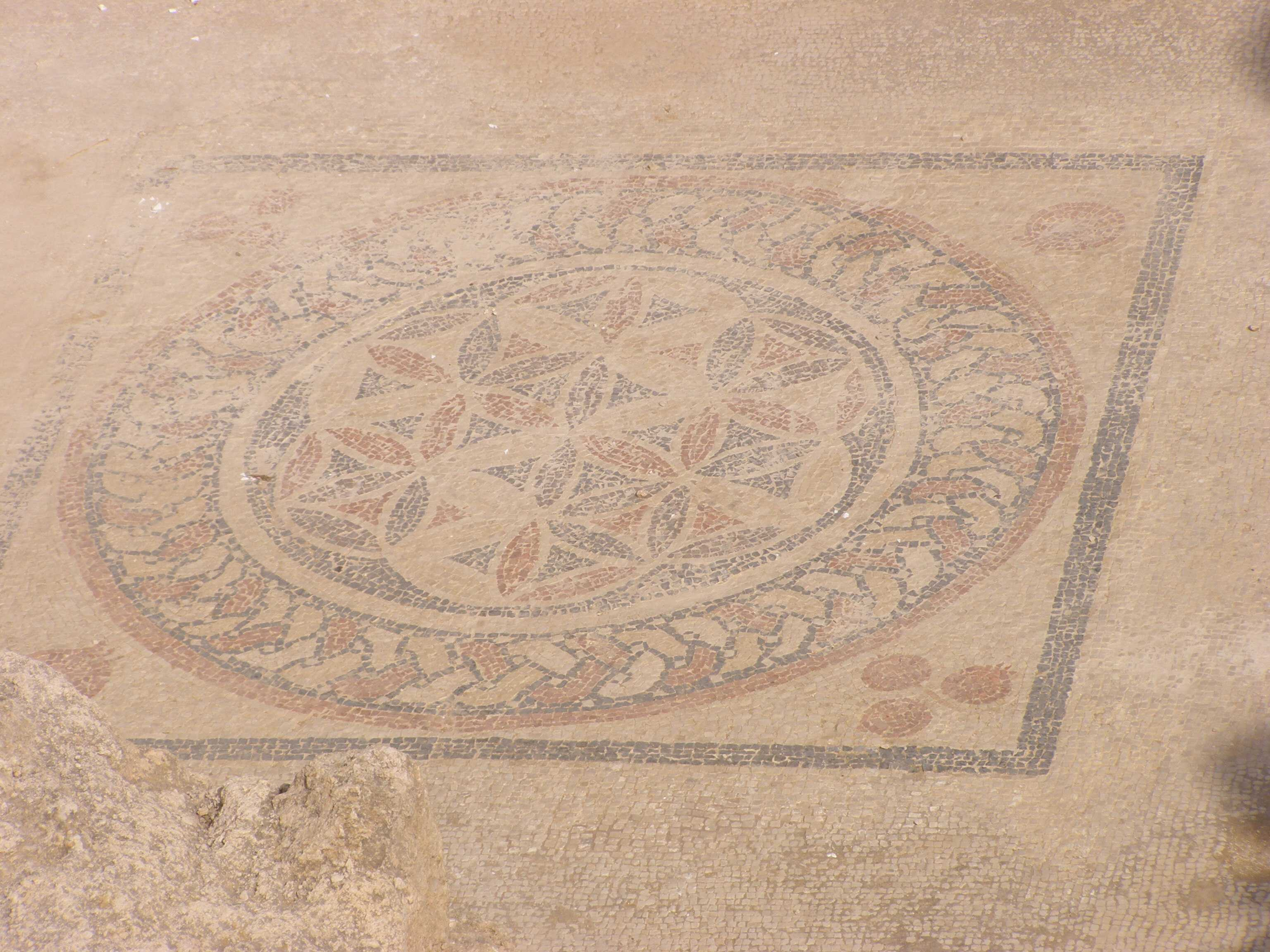
Mozaïekvloer in een badhuis te Herodion

Zo'n 100 meter onder de vesting legde Herodes nog twee paleizen aan, omgeven door prachtige tuinen, over een totale oppervlakte van zo'n 15 hectare.
Het grootste van de twee paleizen was zo'n 130 meter lang en 55 meter breed. In dit paleis waren enkele grote zalen aangelegd. Van dit paleis is relatief weinig bewaard gebleven.
Een tweede paleis bevatte een groot zwembad van 70 bij 46 meter en een diepte van 3 meter. Het zwembad was omgeven door een grote tuin (125 bij 105 meter), die zelf weer aan drie zijden omgeven was door imposante zuilengalerijen. In de buurt van het zwembad lag nog een groot badhuis, gebouwd in Romeinse stijl en voorzien van fresco's en mozaïekvloeren.
Iets ten noorden van de paleistuin lagen twee luxueuze villa's, die elk voorzien waren van een klein eigen badhuis. Een van de villa's was waarschijnlijk de dienstwoning van de districtsgouverneur (Herodes had het districtsbestuur verplaatst van Bet-Zur naar Herodion).
Ten zuiden van de tuin waarin het zwembad gelegen is, liggen een aantal monumentale gebouwen, voorzien van ontvangstruimten. Voor deze gebouwen was een vijver aangelegd.

## Herodes' graf

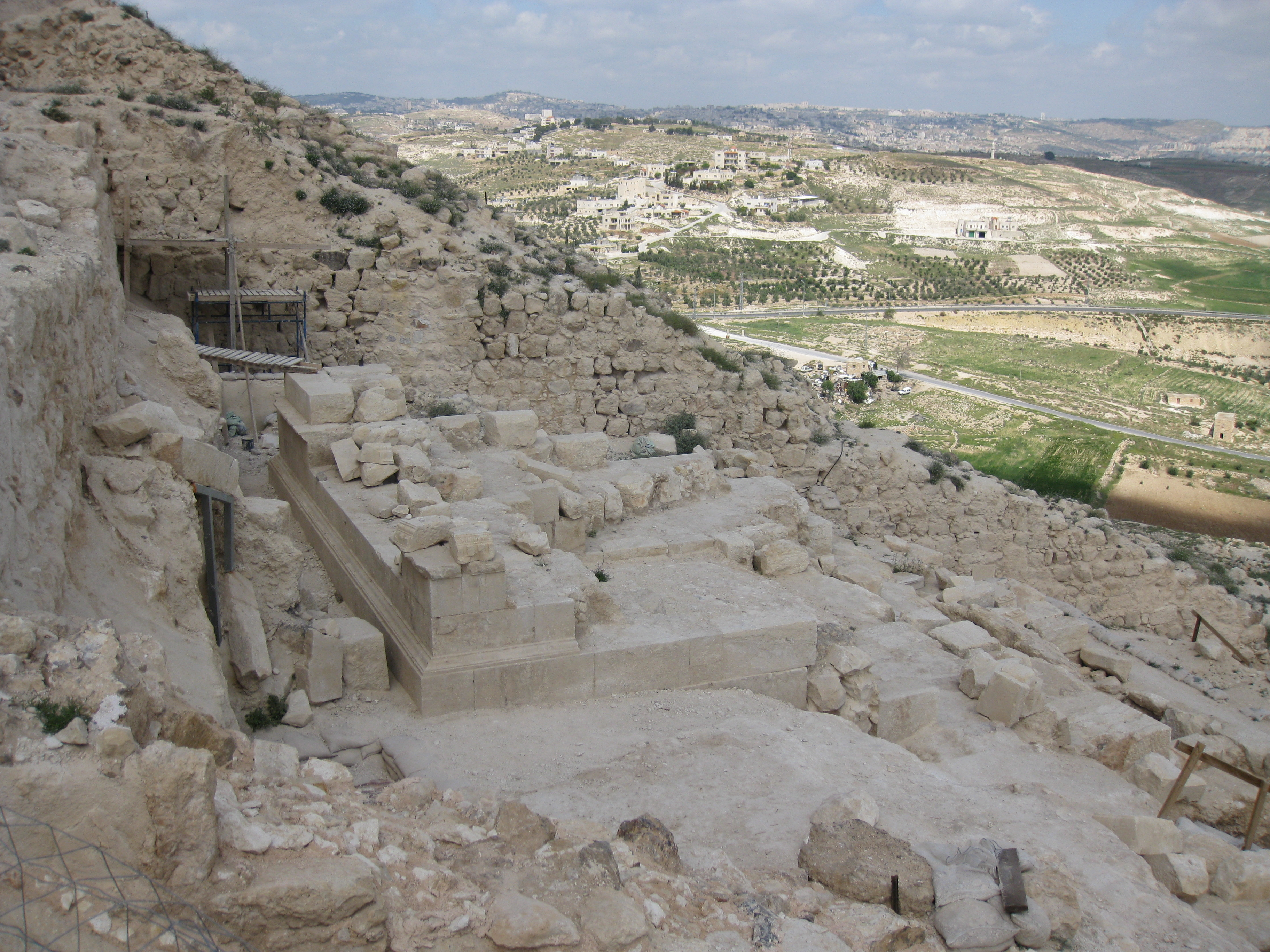
Graf van Herodes de Grote

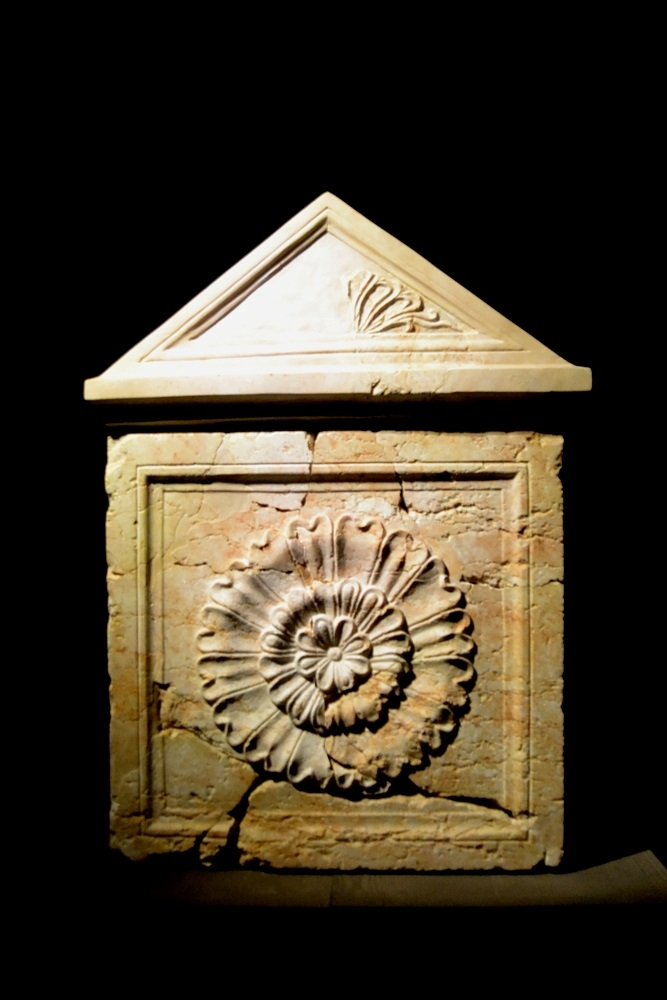
Zijaanzicht van de sarcofaag van Herodes de Grote

Flavius Josephus vermeldt dat Herodes, naar zijn uitdrukkelijke wens, met veel pracht en praal in Herodion begraven werd. Lange tijd is onduidelijk geweest waar Herodes' graf zich precies bevond. De archeoloog Ehud Netzer heeft er lange tijd naar gezocht in het lager gelegen deel van Herodion, waar eerder een 350 meter lange, geplaveide weg gevonden was die leidde naar een grafmonument, dat bestond uit twee monumentale gebouwen en een mikwe. Het grafmonument was echter ongebruikt.
Op 8 mei 2007 maakte Netzer echter bekend dat bij opgravingen Herodes' graf inderdaad is teruggevonden, maar op een andere plaats dan eerder verwacht werd, namelijk in de kunstmatig opgeworpen helling van de heuvel van Herodion, dicht bij de Joodse nederzetting Gush Etzion (Netzer was hier in 2006 begonnen met opgravingen). Netzer vermoedt dat Herodes er in zijn laatste levensjaren (toen hij volgens Flavius Josephus wel meer impulsieve besluiten nam) vanaf heeft gezien in het eerder aangelegde grafmonument begraven te worden uit vrees dat zijn graf geschonden zou worden - impopulair als hij was. Daarom zou Herodes een nieuw grafmonument hebben laten maken op een meer beschermde plaats.
Een monumentale 6,5 meter brede trap, die speciaal voor de begrafenis van Herodes is aangelegd, leidde naar het graf van Herodes. De graftombe zelf is in de oudheid vrijwel geheel verwoest (archeologen troffen honderden brokstukken aan), maar het podium waarop het mausoleum gebouwd was, is nog gedeeltelijk intact. Tussen de ruïnes zijn veel brokstukken gevonden van de sarcofaag met een lengte van plm. 2,5 meter, waarin Herodes' lichaam gelegen moet hebben. De sarcofaag is gemaakt van rode kalksteen uit Jeruzalem en was kunstig versierd met rozetten. De verwoesting van het graf en de sarcofaag dateert uit de tijd van de Joodse Opstand (tussen 66 en 72) en is vermoedelijk het werk van Sicariërs, die Herodes zagen als stroman van de Romeinen.

## Na Herodes de Grote
Na de dood van Herodes de Grote bleef zijn zoon Herodes Archelaüs gebruikmaken van het paleis. Ook de praefecti en procuratores die Judea later bestuurden waren regelmatig in het luxueuze paleis te vinden.
Tijdens de Joodse Opstand (66-70) viel Herodion in handen van de Sicariërs. Het triclinium bouwden zij om tot synagoge. Zij plaatsten er zitbanken en bouwden een mikwe bij de ingang. Na de val van Jeruzalem (70 na Chr.) waren alleen Herodion, Machaerus en Masada nog in handen van de Zeloten. Na een korte belegering door het Legio X Fretensis gaven de Zeloten zich echter over, waardoor het niet tot een gewapend treffen kwam en Herodion nauwelijks werd verwoest (71 na Chr.).
Ook tijdens de Bar Kochba-opstand opereerden de opstandelingen vanuit Herodion. Zij legden verschillende geheime tunnels aan onder het gefortificeerde paleis, maar nadat de opstand was neergeslagen, verlieten zij de vesting. Hierna is Herodion lang verlaten geweest.
Tussen de vijfde en de zevende eeuw is Herodion opnieuw bewoond geweest. In de vijfde eeuw leefde er een gemeenschap van Byzantijnse monniken. Zij bouwden drie byzantijnse kerken op de plaats van het lager gelegen paleizencomplex en een kapel in de hogergelegen vesting. Iets later deed Herodion dienst als leprakolonie. Vanaf de zevende eeuw is Herodion definitief verlaten.